# Heterocladius abyssetes
Heterocladius abyssetes är en kräftdjursart som beskrevs av Deets och Ho 1988. Heterocladius abyssetes ingår i släktet Heterocladius och familjen Eudactylinidae. Inga underarter finns listade i Catalogue of Life.